# كريستوف فيرنر
كريستوف فيرنر (بالألمانية: Christoph Werner) (26 يونيو 1986 بلايبهايم في ألمانيا - ) هو لاعب كرة قدم ألماني في مركز الهجوم. لعب مع نادي كايزرسلاوترن و1. FC Kaiserslautern II ‏ وبايرن ألتسناو وSV 1919 Bernbach ‏.

## وصلات خارجية
- كريستوف فيرنر على موقع قاعدة بيانات كرة القدم.إي يو (الإنجليزية)
- كريستوف فيرنر على موقع عالم كرة القدم.نت (الإنجليزية)